# William Windham

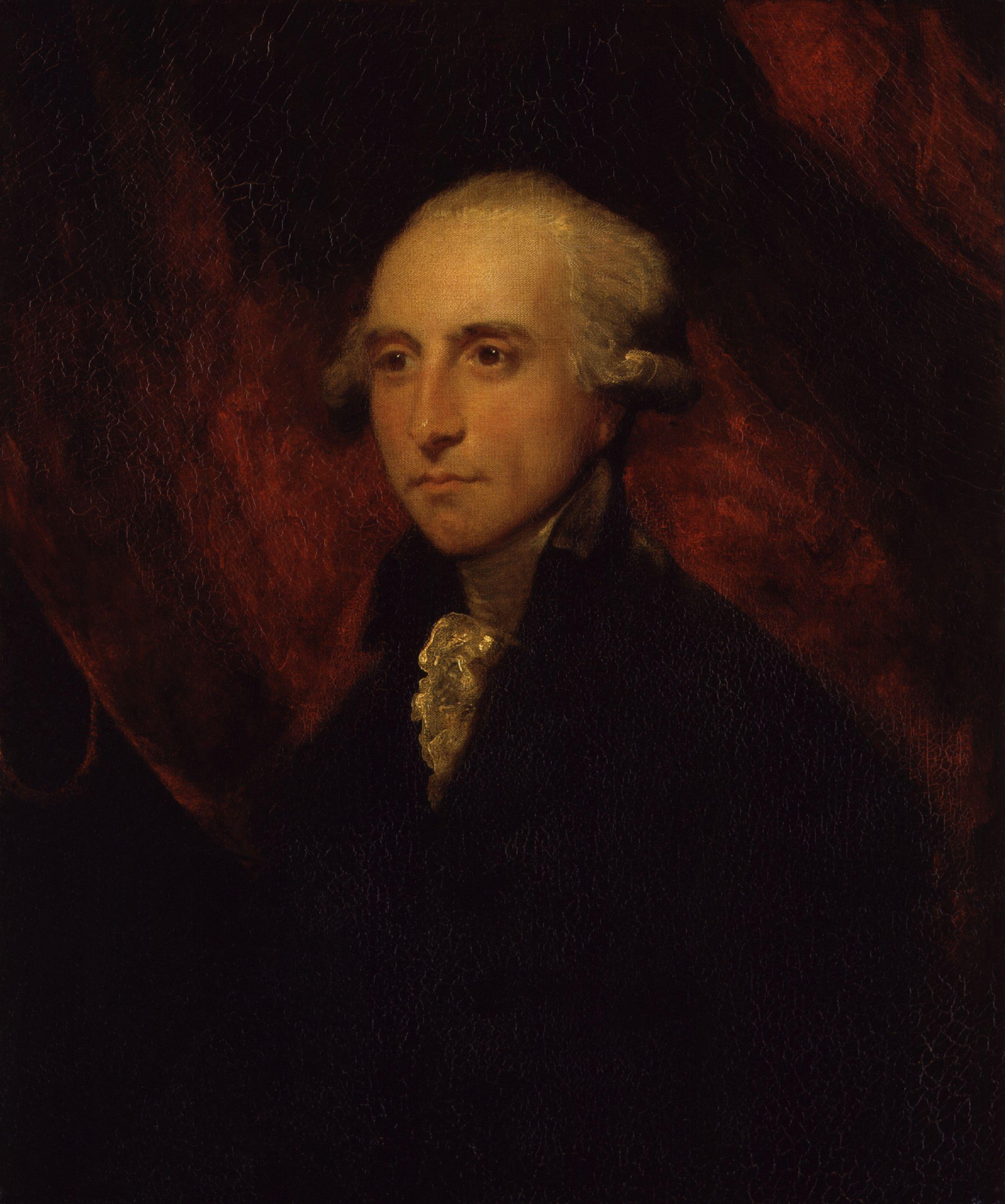
William Windham por Sir Joshua Reynolds

William Windham (1717 ; † 1761) é um egiptólogo e explorador  britânico.

## Biografia
Entre 1740–1742, W.Windham acompanhado pelo seu tutor Benjamin Stillingfleet fizeram parte de um círculo de britânicos expatriados em Genebra, na Suíça, conhecido como The Common Room. De um encontro com Richard Pococke, também do círculo, surgiu a ideia de irem passear para Chamonix, pelo que são considerados como os primeiros "turistas" na região.

## Chamonix
Já reconhecido pelas explorações que havia feito no Egipto, W. Windham organiza durante o verão de 1741 uma visita acompanhado pelo seu amigo e antropólogo Richard Pococke, ao Vale de Chamonix, e onde ambos ficam espantados com as montanhas e outros glaciares.
Têm de "combater" o medo dos chamoniards quando decide estudar os glaciares, pelo que é formada uma verdadeira expedição armada para se defenderem de um local hostil e maldito, e sobem até Montenvers e daí estudam aquilo que W. Windham baptizará de "Mer de Glace".
Desse estudo aparece a noção do interesse dos grandes glaciares, e ele acaba mesmo por escrever um "guia turístico"; Como chegar a Chamonix.